# 共产党—阿尔伯塔
共产党－阿尔伯塔（英語：Communist Party – Alberta）是加拿大共产党在阿尔伯塔省的分支。该党成立于1930年。它的意识形态是共产主义、马克思列宁主义。它的政治立场是左翼。该党总部位于埃德蒙顿西北35街2120号。该党的领袖是娜奥米·兰金。该党的官方色彩是红色。